# Noctua adsequa
Noctua adsequa är en fjärilsart som beskrevs av Treitschke 1825. Noctua adsequa ingår i släktet Noctua och familjen nattflyn. Inga underarter finns listade i Catalogue of Life.